# Trälebergskiles naturreservat
Trälebergskile är ett naturreservat i Lyse socken i Lysekils kommun i Bohuslän.
Naturreservatet består av en grund havsvik med omgivande strandängar 5 km norr om Lysekil. Det avsattes 1970 och är 72 hektar stort. 
Området är en viktig plats för and- och vadarefåglar. Stränderna utgör häckningsplatser för bl.a. större strandpipare, rödbena och kärrsnäppa. Även knipa, ejder, gravand och bläsand kan ses i området. 
Reservatet förvaltas av Västkuststiftelsen.

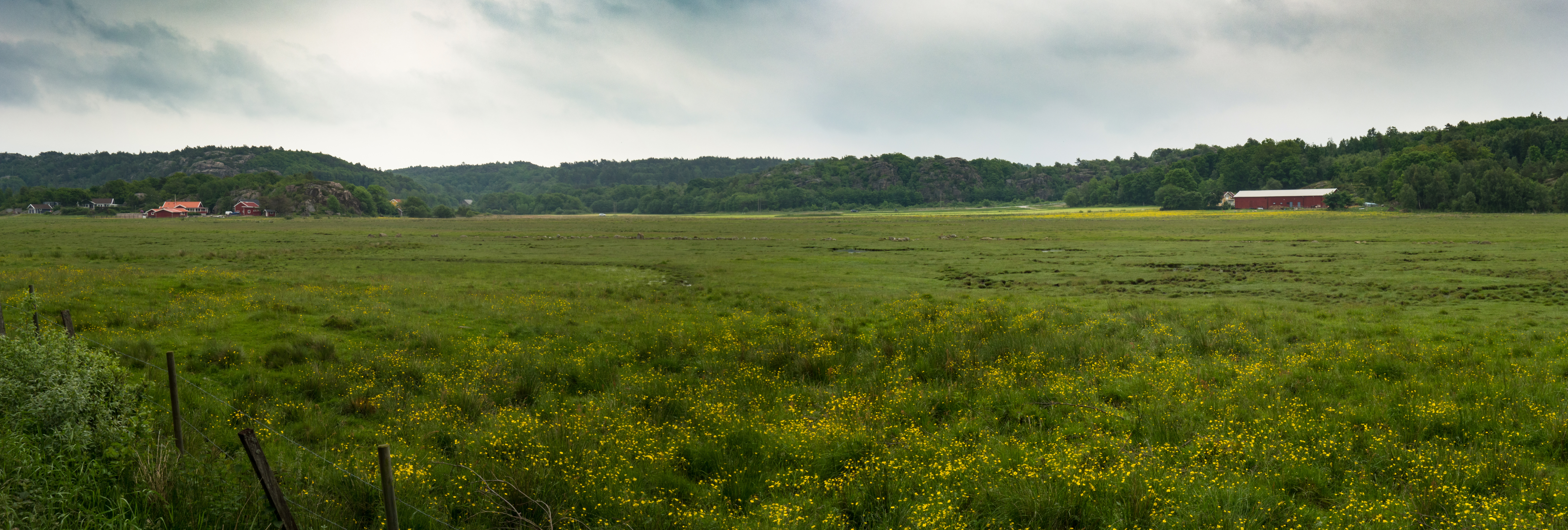
Strandängarna i norra Trälebergskile